# Libéralisme politique
Pour l'ouvrage de John Rawls, voir Libéralisme politique (John Rawls).
Le libéralisme politique est l'ensemble des thèses du libéralisme portant sur le domaine de la politique, qui ont en commun de fixer des limites à l'action de l'État. Elles se différencient par leurs positions relatives à ses finalités, à l'étendue des prérogatives qu'il doit posséder et à son organisation.
Pour le libéralisme classique, le rôle légitime de l'État est la protection des libertés individuelles. L'État assure les fonctions dites « régaliennes » de police, de justice et de défense.
Le libéralisme s'est historiquement construit contre l'absolutisme. Au moment de la division droite/gauche et pendant une longue partie du XIXe siècle, il constitue la principale tendance progressiste, inspirateur de la Révolution française, formant l'opposition contre les Ultras, siégeant à gauche, triomphant avec la monarchie libérale de Louis-Philippe puis retournant dans l'opposition contre le futur Napoléon III. L'importance des mouvements marxistes ou socialistes au XXe siècle a graduellement fait évoluer la position des libéraux[réf. nécessaire] en France et dans d'autres pays (Royaume-Uni notamment). Aux États-Unis actuellement, le mouvement libertarien prône une réduction radicale de l'État et de ses prérogatives.
Le libéralisme peut, selon certains, s'opposer au conservatisme et s'oppose au socialisme. Les libéraux[Lesquels ?] cherchent fréquemment à se démarquer du clivage droite/gauche et se réclament alors d'un troisième axe politique.

## Histoire des idées

### Précurseurs
- Aristote — « Qui doit exercer la souveraineté ? »

### XVIIIesiècle
- XVIIIe siècle : Thomas Hobbes, John Locke et Montesquieu : la démocratie libérale, l'opposition entre pouvoir politique et liberté, la séparation des pouvoirs.

### Temps des révolutions
- Révolution américaine et française : Déclaration d'indépendance des États-Unis, Déclaration des droits de l'homme et du citoyen de 1789.

### XIXesiècle: limites de la démocratie
La réflexion libérale au XIXe siècle s'enrichit avec l'apport de deux penseurs, Benjamin Constant, philosophe suisse dans ses Principes de politique (1806), et Alexis de Tocqueville, dans son De la démocratie en Amérique (1835). Ils s'expriment dans un contexte marqué par les dérives sanglantes de la Révolution française et de l'empire napoléonien. Les inquiétudes sur la démocratie comme « dictature de la majorité » apparaissent alors, tandis que certains penseurs arguent que l'égalité de tous menace la liberté de chacun.
Ainsi, Tocqueville écrit dans De la démocratie en Amérique : « je regarde comme impie et détestable cette maxime, qu'en matière de gouvernement la majorité d'un peuple a le droit de tout faire, et pourtant je place dans les volontés de la majorité l'origine de tous les pouvoirs (…). Lors donc que je vois accorder le droit et la faculté de tout faire à une puissance quelconque, qu'on appelle peuple ou roi, démocratie ou aristocratie, qu'on l'exerce dans une monarchie ou dans une république, je dis : là est le germe de la tyrannie, et je cherche à aller vivre sous d'autres lois. Ce que je reproche le plus au gouvernement démocratique, tel qu'on l'a organisé aux États-Unis, ce n'est pas, comme beaucoup de gens le prétendent en Europe, sa faiblesse, mais au contraire sa force irrésistible ».
Cette méfiance envers la démocratie vue comme un moyen et non comme une fin en soi reste depuis un des fils conducteurs des penseurs du libéralisme politique. Tocqueville oppose ainsi la « démocratie jacobine » avec un État tout puissant à la « démocratie libérale » dans laquelle le pouvoir est encadré et les individus respectés. Hayek reprendra plus tard cette réflexion, en particulier dans La Constitution de la liberté. Dans le chapitre neuf, La règle majoritaire, il s'attache à montrer ce qui relie le libéralisme et la démocratie, tout en soulignant les dangers d'une démocratie qui écraserait les individus. Il écrit ainsi : « Les traditions démocratique et libérale sont cependant d'accord pour dire que, chaque fois que l'action de l'État est requise, et particulièrement si des règles coercitives sont à établir, la décision doit être prise à la majorité. Elles divergent néanmoins sur le champ ouvert à l'action politique censée guidée par la décision démocratique. Alors que le démocrate dogmatique considère qu'il est souhaitable que le plus grand nombre possible de problèmes soient résolus par un vote majoritaire, le libéral estime qu'il y a des limites précises au domaine des questions à résoudre ainsi ». Pour dépasser ces limites, il propose dans Droit, législation et liberté un nouveau système qu'il appelle démarchie et qui s'apparente au régime de démocratie libérale, système politique qui caractérise les démocraties qui fondent leur légitimité sur la défense des libertés individuelles.

## Usage américain du terme
Aux États-Unis, le mot « liberalism » fait référence aux thèses défendues notamment par le parti démocrate à partir des années 1930, à l'époque du New Deal. Les libertés individuelles sont défendues, mais cela va de pair avec une intervention de l'État dans la vie économique et sociale, dans une logique keynésienne. L'usage contemporain du terme liberal représente avant tout l'adhésion à des principes et des idées proches de ceux des sociaux-démocrates, avec un interventionnisme limité mais nécessaire pour soutenir des valeurs d'égalité et de prospérité sociale. Depuis la fin du XXe siècle, le terme de liberal aux États-Unis a été utilisé par certains conservateurs souvent de façon péjorative pour désigner leurs adversaires socialement plus progressistes, assimilant cette étiquette à plus d'impôts, moins de libertés individuelles et un interventionnisme synonyme de bureaucratie.

## Critiques

### Liberté individuelle
Certains penseurs contestent la primauté de la liberté comme valeur devant organiser la société, en opposant qu'il existe des situations où la liberté n'est pas le point le plus fondamental et où d'autres valeurs seront prédominantes (égalité, dignité humaine, lutte contre l'exclusion, promotion sociale, bien commun, etc.). Pour eux, la liberté totale des individus conduirait à la loi du plus fort : « Entre le fort et le faible, entre le riche et le pauvre, entre le Maître et le serviteur, c'est la liberté qui opprime et la loi qui affranchit. » (Henri Lacordaire).
La réponse libérale est que c’est justement le rôle de l’État de protéger les faibles contre les forts, et qu’il ne peut le faire qu’en se consacrant exclusivement à cette tâche. « N’attendre de l’État que deux choses : liberté, sécurité. Et bien voir que l’on ne saurait, au risque de les perdre toutes deux, en demander une troisième » (Frédéric Bastiat). Le libéralisme n'exclut en rien, et même encourage, les libres initiatives reposant sur la coopération et la promotion sociale (coopératives, microcrédit, organisations humanitaires, etc.). Cela dit, l'exercice de la liberté au sein de la société suppose que les agents sociaux possèdent tous les mêmes capacités d'agir dans le milieu qui est le leur. Se pose ainsi la question de l'exercice social de la liberté et non plus la question de la liberté comme simple valeur idéologique. Le sociologue Pierre Bourdieu a par exemple proposé une théorie de l'habitus qui tend à montrer que les inégalités sociales sont reconduites. Selon cette conception sociologique, les individus ne partent jamais sur un pied d'égalité et la concurrence ou la coopération entre agents sociaux est toujours faussée. Toutefois, cette théorie a été remise en cause par le sociologue Raymond Boudon.
Sur un plan strictement matériel, les individus, selon les conditions d'existence qui sont les leurs, ne sont pas toujours en position de choisir. On peut par exemple se demander dans quelle mesure une personne devant se prostituer pour pouvoir manger est libre. Certains libéraux proposent l'instauration d'un revenu citoyen, par exemple sous la forme d'un capital initial (versé à la majorité de la personne) tel que l'individu puisse l'investir pour se garantir un revenu minimal sans risque. Cette solution ne permet cependant pas de s'affranchir de la question du patrimoine transmis par héritage. Pour beaucoup de libéraux, la transmission du patrimoine est justifiée par les liens naturels entre les individus et leur famille. Ils permettent de perpétuer la marque d'une personne dans le domaine de l'existence après sa mort.

### Démocratie et marché
La controverse concernant la démocratie part de l'idée que la volonté collective, quand elle est exprimée démocratiquement, doit s’imposer aux individus et peut limiter leur liberté : l’économique doit être subordonné au politique. La démocratie, qui repose sur le principe « un homme, une voix », doit l'emporter sur le marché, qui repose sur le principe « un dollar (ou un euro), une voix ».
Pour les libéraux, ni le gouvernement ni les lois, même démocratiques, ne peuvent être l’instrument de l’oppression des minorités et des individus. Le gouvernement doit être soumis aux mêmes limitations de ses pouvoirs quel que soit son mode de désignation. Le soutien d’une majorité ne donne pas tous les droits. Ils rappellent que Hitler a été démocratiquement élu (ce qui constitue une critique de la démocratie représentative, et non de la démocratie en soi). On parle alors de tyrannie de la majorité.
Par ailleurs, ils considèrent que le mécanisme de décision doit dépendre de la nature de la décision à prendre. Il existe selon eux des décisions, par exemple le choix d’un président, où la règle de la majorité peut s’imposer. Au contraire, en matière économique, les mécanismes du marché permettent selon eux un ajustement beaucoup plus fin et rapide des actions de tous aux désirs de chacun que ceux de la décision politique.

#### Ouvrages fondateurs
- John Locke, Traité du gouvernement civil, 1690
- Montesquieu, De l'esprit des lois, 1748, [lire en ligne]
- Benjamin Constant, Principes de politique, 1806, [lire en ligne]
- Benjamin Constant, De la liberté des Anciens comparée à celle des Modernes, 1819,[lire en ligne]
- John Stuart Mill, De la liberté, 1859
- Alexis de Tocqueville, De la démocratie en Amérique, 1835-1840
- Raymond Aron, Essai sur les libertés, 1965,  (ISBN 2012792308)
- Robert Nozick, Anarchie, État et utopie, 1974
- John Rawls, Libéralisme politique, 1993

#### Ouvrages d'analyse
- David Spector, La Gauche, la droite et le marché, Odile Jacob, 2017, 304 p.  (ISBN 9782738133663)
- Pierre Manent, Histoire intellectuelle du libéralisme,  (ISBN 2012788653)
- Pierre Manent, Les Libéraux (anthologie),  (ISBN 2070763412)
- Francis-Paul Bénoit, La Démocratie libérale, PUF
- (en) Robert Leroux, Political Economy and Liberalism in France : The Contributions of Frédéric Bastiat, Londres et New York, 2011.
- (en) Robert Leroux, Davi M. Hart (éd.), French Liberalism in the 19th Century, Londres et New York, 2012.